# 徐州广播电视台

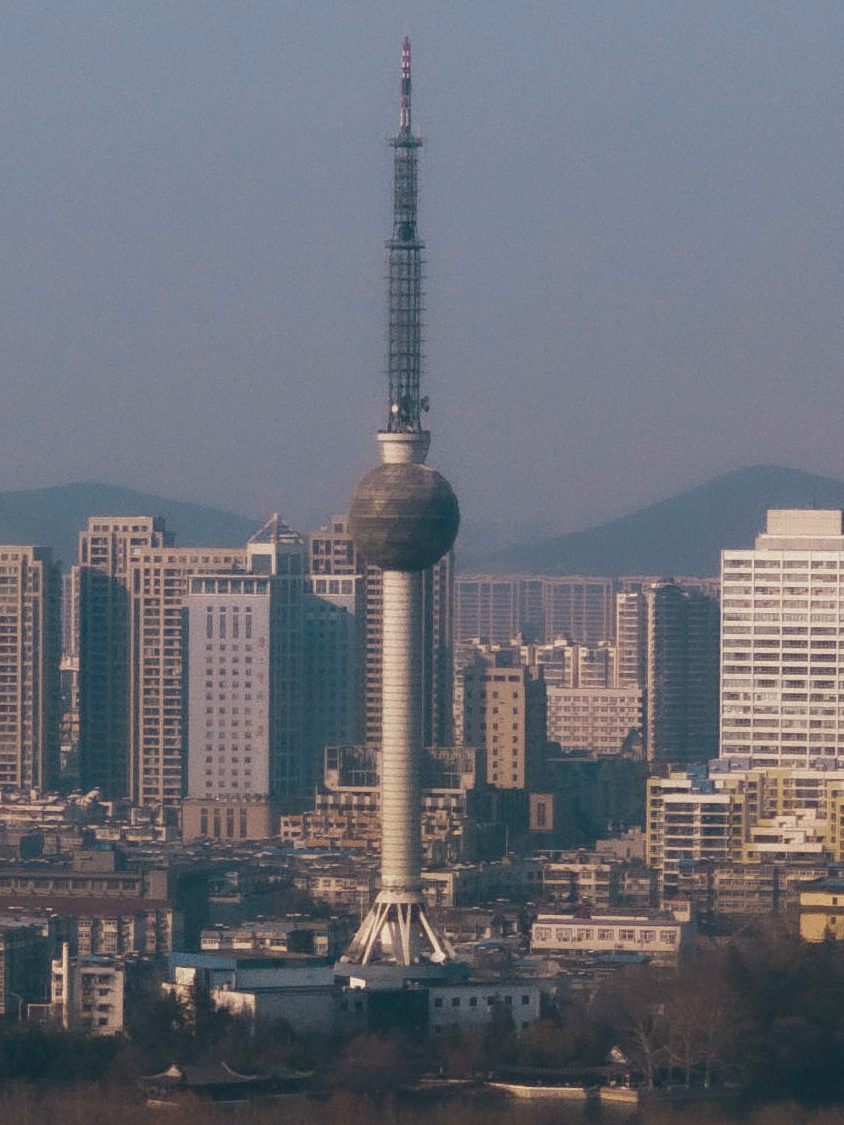
徐州电视塔

徐州广播电视台，或称徐州广播电视传媒集团，电视部门简称徐视，是一家总部设在江苏省徐州市的广播电视台，2002年由徐州电视台、徐州人民广播电台合并而成。现有4套广播频率、4套电视频道。总台及发射地（徐州电视塔）位于徐州市泉山区西安南路101号。

## 历史

### 徐州电台
1948年12月26日，中共中央山东分局派张梦达接收了中央广播事业管理处徐州广播电台，仍用解放前的频率开始试播，主要是转播陕北新华广播电台和华东人民广播电台的节目，并通过广播向听众宣读徐州市党、政、军的有关政令、布告、通知等。1949年1月24日，中共中央山东分局决定成立徐州新华广播电台，任命张梦达为台长；2月1日正式播音，频率1010千赫，是江苏境内成立的第一座人民广播电台；同年9月，徐州新华广播电台改名为徐州人民广播电台，频率改为1350千赫。
1953年1月15日，徐州人民廣播電台撤销，部分人员调往华东台和江苏台，部分人员留在徐州筹建有线广播站。1958年7月1日，徐州人民广播电台恢复播音，频率改为1450千赫。1966年4月，该台由户部山上迁到中山南路223号新址。
1966年文化大革命爆发后，徐州人民廣播電台被造反派夺权。1967年1月22日，中国人民解放军徐州卫戍区对徐州台实行军管。军管期间，徐州台自办节目停办，除保留天气预报外，全部转播中央台和江苏台节目。1978年11月6日，徐州人民广播电台恢复自办节目。

### 徐州电视台
1960年4月，徐州人民广播电台成立了电视筹办小组（后改为徐州人民广播电台电视组）。1960年，经江苏省广播事业局批准，徐州人民广播电台电视组暂用5频道播出，当时台址在户部山电台院内，1961年下半年迁到徐州市工人文化宫楼上。1962年底，徐州人民广播电台电视组停办。
1970年7月，经江苏省广播事业局报中央广播事业局批准，恢复徐州电视转播台。电台的技术人员最后选定市区南郊的泉山为转播台台址。1980年5月5日，徐州电视转播台改名为徐州电视台。
1982年1月23日，徐州电视台7频道开播，使得该台拥有了可以播放自办节目的频道。1984年4月，广播电影电视部批准徐州电视台自办节目，允许使用自己的台标；国画家李可染题写了台名。1985年2月，徐州电视台将1频道和7频道对换，7频道转播省台节目，1频道为自办节目。

### 徐州广播电视台
2002年6月，原徐州人民广播电台、徐州电视台、徐州有线广播电视台等六家单位合并为徐州广播电视台。2012年，成立徐州广播电视传媒集团。

## 电视频道
- 新闻综合
- 经济生活
- 文艺影视
- 公共

## 电视节目

### 新闻综合
- 张慧帮你问
- 徐州楼市观察
- 徐州新闻
- 徐州夜新闻
- 彭城大讲堂

### 经济生活
- 电视门诊

## 广播频率
- 新闻广播（FM93）
- 调频916
- 交通广播（FM103.3）
- 文艺广播（FM89.6）